# Hans Becker (Politiker, 1888)
Hans Becker (* 9. Dezember 1888 in Simmern/Hunsrück; † 15. Januar 1964 in Köln-Lindenthal) war ein deutscher Pädagoge, Ministerialbeamter und Politiker (SPD).

## Leben
Becker besuchte das Gymnasium Traben-Trarbach und absolvierte im Anschluss ein Studium der Philologie, Geschichte und Philosophie an der Eberhard Karls Universität Tübingen, der Friedrich-Wilhelms-Universität Berlin und der Rheinischen Friedrich-Wilhelms-Universität Bonn. Er schloss das Studium mit der Promotion zum Dr. phil. ab. 1919 trat er als Studienrat in den Schuldienst ein. Er unterrichtete zunächst am Gymnasium in Traben-Trarbach und wechselte 1921 an eine Kölner Schule. Nach seiner Beförderung zum Oberstudienrat war er ab 1926 als Leiter der Abteilung Unterricht und Kultus beim Provinzialschulkollegium Rheinland / Hessen-Nassau in Koblenz tätig.
Nach der Machtergreifung der Nationalsozialisten wurde Becker 1933 aus politischen Gründen unter Berufung auf das Gesetz zur Wiederherstellung des Berufsbeamtentums in den vorzeitigen Ruhestand versetzt. Sein Antrag auf Wiedereinstellung wurde 1943 abgelehnt.
Becker war 1945 Präsidialdirektor beim Oberpräsidium Rheinland / Hessen-Nassau in Koblenz und dort wiederum mit der Leitung der Abteilung Unterricht und Kultus beauftragt. Danach arbeitete er kurzzeitig als Lehrer an einem Koblenzer Gymnasium. Von 1946 bis 1947 war er für die SPD Mitglied der Gemischten Kommission und der Beratenden Landesversammlung, beides Gremien, die sich mit der Ausarbeitung der rheinland-pfälzischen Verfassung befassten. Nach der Konstituierung des Landes Rheinland-Pfalz wechselte er 1947 als Ministerialdirektor ins Kultusministerium. Von 1947 bis 1948 sowie von 1951 bis 1953 war er Ständiger Vertreter der Kultusminister Adolf Süsterhenn und Albert Finck. Des Weiteren war er Mitglied des Koblenzer Stadtrats.
Becker erhielt 1950 einen Lehrauftrag an der Philosophischen Fakultät der Johannes Gutenberg-Universität Mainz und wirkte dort ab 1952 als Honorarprofessor für Didaktik der Alten Sprachen.

## Auszeichnungen
- 1959: Großes Verdienstkreuz der Bundesrepublik Deutschland